# Exit English
Exit English è il secondo album di studio del gruppo hardcore punk statunitense Strike Anywhere, pubblicato nel 2003. Nella traccia Blaze Thomas Barnett legge versi della poesia di Percy Bysshe Shelley La maschera dell'anarchia.

## Tracce
1. Amplify – 1:04
2. Blaze – 2:02
3. Infrared – 3:28
4. To the World – 3:22
5. New Architects – 2:34
6. Lights Go Out – 2:28
7. Fifth Estate – 1:19
8. Modern Life – 2:55
9. Aluminum Union – 2:45
10. Extinguish – 2:47
11. In the Fingernails – 2:29
12. 'Til Days Shall Be No More – 4:34

## Formazione
- Thomas Barnett - voce
- Matt Sherwood - chitarra, voce
- Garth Petrie - basso
- Eric Kane - batteria